# Верхние Аты
Ве́рхние Аты́ (тат. Югары Аты) — село в Арском районе Республики Татарстан, в составе Утар-Атынского сельского поселения.

## Этимология
Топоним произошёл от татарского слова «югары» (верхний) и гидронима «Аты» (Атынка).

## География
Село находится на левом притоке реки Атынки, в 13 км к северо-западу от районного центра — города Арска.

## История
Село Верхние Аты (также было известно под названием Новые Аты) упоминается в первоисточниках с периода Казанского ханства.
В сословном плане, в XVIII веке и вплоть до 1860-х годов, жителей села причисляли к государственным крестьянам.
В этот период основными занятиями жителей села являлись земледелие, скотоводство, пчеловодство, ткацкий и рогожный промыслы.
В «Списке населенных мест по сведениям 1859 года», изданном в 1866 году, населённый пункт упомянут как казённая деревня Новые Аты 1-го стана Казанского уезда Казанской губернии. Располагалась при реке Верезе, по левую сторону Сибирского почтового тракта, в 65 верстах от уездного и губернского города Казань и в 32 верстах от становой квартиры во владельческой деревне Пермяки (Богородское). В деревне, в 108 дворах жили 827 человек (398 мужчин и 429 женщин), была мечеть.
По сведениям из первоисточников, в начале XX столетия в селе действовали мечеть, ветряная и водяная мельницы, 2 мелочные лавки. В этот период земельный надел сельской общины составлял 1597,8 десятин.
До 1920 года село входило в Ново-Кишитскую волость Казанского уезда Казанской губернии. С 1920 года в составе Арского кантона ТАССР. С 10 августа 1930 года в Арском районе.
С 1930 года в селе действовали  колхозы, с 1993 года —  коллективное предприятие «Верхние Аты», с 2000 года коллективное —  предприятие «Субаш-Аты».

## Население
| 1782 | 1859 | 1897 | 1908 | 1920 | 1926 | 1938 | 1949 | 1958 | 1970 | 1979 | 1989 | 2002 | 2010 | 2015 |
| ---- | ---- | ---- | ---- | ---- | ---- | ---- | ---- | ---- | ---- | ---- | ---- | ---- | ---- | ---- |
| 198  | 827  | 887  | 933  | 852  | 821  | 730  | 443  | 367  | 321  | 276  | 231  | 240  | 232  | 244  |

По данным переписей, в селе проживают татары.

## Экономика
Сельское хозяйство, специализация на полеводстве, мясо-молочном скотоводстве. В селе действует сельскохозяйственное предприятие ООО «Агрофирма «Игенче» (с 2008 г.).

## Инфраструктура
В селе действуют начальная школа, детский сад (с 2007 г.), клуб.